# Habropogon pertusus
Habropogon pertusus är en tvåvingeart som beskrevs av Becker 1908. Habropogon pertusus ingår i släktet Habropogon och familjen rovflugor.
Artens utbredningsområde är Kanarieöarna. Inga underarter finns listade i Catalogue of Life.